# Джэксон (округ, Индиана)
Джэ́ксон (англ. Jackson County) — округ в США, штате Индиана. По состоянию на 2010 год, численность населения составляла 42 376 человек. Был основан 1 января 1816 года, получил своё название в честь седьмого президента США Эндрю Джексона.

## География
По данным Бюро переписи США, общая площадь округа равняется 1 331,0 км², из которых 1 319,1 км² суша и 11,9 км² или 0,90 % это водоёмы.

## Климат
В последние годы средние температуры в столице округа колебались от минимума в 19 °F (−7 °C) в январе до максимума в 85 °F (29 °C) в июле, хотя рекордно низкий уровень в −23 °F (−31 °C) был зафиксирован в январе 1977 года, а рекордно высокий уровень в 106 °F (41 °C) был зафиксирован в июле 1954 года. Среднемесячное количество осадков колебалось от 2,84 дюйма (72 мм) в феврале до 5,01 дюйма (127 мм) в мае.

## Демография
По данным переписи населения 2000 года в округе проживает 41 335 жителей в составе 16 052 домашних хозяйств и 11 573 семей. Плотность населения составляет 31 человек на км². На территории округа насчитывается 17 137 жилых строений, при плотности застройки 13 строений на км². Расовый состав населения: белые — 96,13 %, афроамериканцы — 0,55 %, коренные американцы (индейцы) — 0,24 %, азиаты — 0,78 %, гавайцы — 0,06 %, представители других рас — 1,54 %, представители двух или более рас — 0,70 %. Испаноязычные составляли 2,69 % населения независимо от расы.
В составе 33,70 % из общего числа домашних хозяйств проживают дети в возрасте до 18 лет, 58,10 % домашних хозяйств представляют собой супружеские пары проживающие вместе, 9,90 % домашних хозяйств представляют собой одиноких женщин без супруга, 27,90 % домашних хозяйств не имеют отношения к семьям, 23,50 % домашних хозяйств состоят из одного человека, 10,10 % домашних хозяйств состоят из престарелых (65 лет и старше), проживающих в одиночестве. Средний размер домашнего хозяйства составляет 2,54 человека, и средний размер семьи 2,98 человека.
Возрастной состав округа: 25,50 % моложе 18 лет, 8,80 % от 18 до 24, 30,30 % от 25 до 44, 22,10 % от 45 до 64 и 13,30 % от 65 и старше. Средний возраст жителя округа 36 лет. На каждые 100 женщин приходится 97,30 мужчин. На каждые 100 женщин старше 18 лет приходится 94,60 мужчин.
Средний доход на домохозяйство в округе составлял 39 401 USD, на семью — 45 210 USD. Среднестатистический заработок мужчины был 31 505 USD против 22 301 USD для женщины. Доход на душу населения был 18 400 USD. Около 6,50 % семей и 8,50 % общего населения находились ниже черты бедности, в том числе — 9,70 % молодежи (тех кому ещё не исполнилось 18 лет) и 9,00 % тех кому было уже больше 65 лет.